# Les Repoussoirs
Les Repoussoirs (1866) est une nouvelle d'Émile Zola, ayant pour sujet principal de réflexion la définition des normes sociales de la beauté. Les Repoussoirs ont, comme le notent J-F. Bacot et E. Borowski, « pour trame l’innovation du « vieux Durandeau », homme d’affaires avisé et cynique, qui, ayant compris que la fortune provenait d’une « ingénieuse et étonnante idée » novatrice, décide de créer une agence de location mettant à la disposition de femmes doutant de leur beauté des faire-valoir dont la laideur aura pour vertu de rehausser la puissance d’attraction des premières. L’explicitation des ressorts psychologiques de cette stratégie commerciale ainsi que de son organisation pratique nous seront ainsi détaillées. Nous découvrirons les étapes successives de la germination d’une idée originale se métamorphosant finalement en argent et les retentissements humains que, ce faisant, elle engendre. Le terme « repoussoir » est emprunté au lexique pictural dont Zola était alors familier. Il désigne une couleur vive utilisée pour réchampir les parties lumineuses d’un tableau. »,

## La situation d'énonciation

### Le statut du narrateur et son point de vue
Dans la nouvelle d’Émile Zola, Les Repoussoirs, le narrateur est intradiégétique. Il utilise la première personne à plusieurs reprises : « j'ai appris hier qu'un industriel... », « un jour peut être j'écrirai les confidences d'un repoussoir. J'ai connu une de ces malheureuses, qui m'a navré en me disant ses souffrances ». De plus, ce narrateur inclut le lecteur dans l'histoire en utilisant la deuxième personne du pluriel: « Vous n'ignorez pas qu'en ce pays... » et « Vous avez certainement rencontré... ». Ainsi, il fait participer le lecteur à son histoire: « Avouez que vous avez été pris au piège », « Durandeau [...] que vous connaissez comme moi ». De surcroît, le point de vue du narrateur est interne au premier abord. Mais on se rend compte qu'il devient vite omniscient. On lit par exemple, à propos de Durandeau : « il gémissait depuis de longues années », ce qui montre que le narrateur connait le passé du personnage. Dans une autre phrase, cette fois, le narrateur montre qu'il sait ce que pense le héros : « il était juste et logique, se dit-il. » En somme, ce narrateur intradiégétique n’est qu'un leurre de l'auteur pour jouer avec son lecteur et dissimuler une focalisation zéro.  

### Un narrateur ironique
Tout au long de la nouvelle Les Repoussoirs, Emile Zola se moque de la société de son époque de manière ironique. En effet, dans ce texte le narrateur proclame l'inverse de ce qu'il pense pour provoquer ou critiquer. Ainsi, dans la phrase suivante : « Durandeau est un grand philosophe », l'adjectif "grand" est une véritable antiphrase. De même page 6 : « De tels hommes ont leur place marquée dans l'histoire. » On peut remarquer que le narrateur se moque de l'idée de Durandeau en le jugeant, à travers des hyperboles ironiques : « le vieux Durandeau [...] eut l'ingénieuse et étonnante idée de faire le commerce de la laideur. » Toute la nouvelle est ainsi marquée par l'ironie, par un décalage entre ce qu'affirme le narrateur, et ce qu'il veut faire entendre.

## La composition du récit

### La structure narrative de la nouvelle
La nouvelle commence par une analepse, ce n'est donc pas un schéma narratif simple. 
Durandeau est une personne très riche et inventive qui réfléchit depuis de longues années à la possibilité de tirer de l'argent des filles laides : ceci est la situation initiale de la nouvelle, jusqu'à ce que le personnage soit « frappé par le rayon d'en haut. Son  esprit enfanta l'idée nouvelle tout d'un coup ». Cet événement perturbateur entraîne alors plusieurs péripéties. La première correspond à sa difficulté à trouver des femmes laides après avoir collé des affiches dans la ville. La deuxième péripétie revient à engager des courtiers pour trouver des "monstres" dans la rue et à produire une publicité pour son affaire. La dernière péripétie concerne les difficultés que Durandeau rencontre dans son entreprise car des femmes plus laides que celles qu'il loue viennent en tant que clientes et s'indignent de ne pas trouver de repoussoirs. La situation finale de la nouvelle montre cependant son agence enfin montée, avec une clientèle régularisée.

### La chronologie et les rythmes du récit
Le temps de l'histoire ne correspond pas toujours parfaitement au temps du récit dans cette nouvelle. En effet, on note une analepse ainsi qu'une forte utilisation d'ellipses. Une ellipse se trouve par exemple chapitre III : « Il attendit huit jours ». Et le passage du chapitre I au II constitue une analepse car le narrateur revient sur les origines de l'entreprise Durandeau. De plus, il y a différents rythmes dans ce récit, composé soit de scènes très rares (« Madame, vous êtes laide; je vous achète votre laideur à temps la journée »),  soit de sommaires plus nombreux, comme le prouve cet exemple: « Il passa la nuit à faire des calculs ». De surcroît, on retrouve des pauses qui ralentissent l'histoire comme l'illustre le chapitre IV. En somme, l'utilisation des sommaires et des ellipses permettent à l'histoire d'avancer rapidement, de manière rythmée et dynamique : c'est le principe d'une nouvelle.

## Le registre réaliste du récit
Cette nouvelle peut être considérée comme réaliste. En effet, les lieux énoncés dans le texte tels que: "Paris", "France" sont réels. De plus, le temps du travail est en arrière-plan, du fait que le personnage principal soit un véritable chef d'entreprise. L'affirmation réaliste du corps est également présente dans le texte car celui-ci évoque constamment la beauté et la laideur des femmes. Les types sociaux sont par ailleurs assez nombreux : "homme riche", "les courtiers", "cabaretiers". On peut enfin retrouver en Durandeau les caractéristiques du héros réaliste, car il réussit dans le commerce comme on peut le lire : « Durandeau est un industriel [...] qui fait aujourd’hui de l'art en matière commerciale. »

## Les grands thèmes abordés

### Les thèmes de l'argent et du commerce
Les thèmes de l'argent et du commerce sont très présents dans cette nouvelle. Tout d'abord, Durandeau est présenté comme un véritable chef d'entreprise. En effet, il est montré comme "un industriel" ayant une "ingénieuse et étonnante idée", "le commerce de la laideur". Durandeau souhaite que son projet réussisse et prend pour cela de grandes précautions (« L'opération commerciale [...] demandait à être conduite avec la plus grande délicatesse »). Le chef d'entreprise tente d'abord de diffuser son idée avec des affiches puis « il engag[e] une demi douzaine de courtiers et les lâch[e] dans la ville ». En outre, la lettre de Durandeau correspond parfaitement aux codes de la publicité. Ainsi, le titre "Agence des repoussoirs" est mis en valeur par sa taille et sa position. De plus, on observe de nombreuses figures d'exagération  ("les plus grands services", "99 femmes sur 100"). De surcroît, les publicités mettent l'accent sur la simplicité du produit: "simples Repoussoirs", « Mon secret est si simple. » Enfin, Durandeau s'adresse directement aux femmes à la deuxième personne du pluriel ("Veuillez"). En dernier lieu, on observe le sens commercial dénué de scrupules de Durandeau. Celui-ci considère les femmes laides comme des biens: « Il gémissait [...] qu'on avait encore pu tirer un sou du négoce des filles laides », "marchandise", « la dame était horriblement laide[...] et Durandeau [...]avait de folles envies de se l'attacher à prix d'or ». On voit également sur les affiches de l'agence, écrit « On demande de jeunes filles laides pour faire un ouvrage facile ». Cette annonce indique bien l'absence de gêne de Durandeau pour qui seule compte la réussite commerciale.

### La satire de la coquetterie féminine
On peut voir que ce texte est une satire de la vanité des femmes . En effet, la réaction de ces dernières face à l'entreprise de M.Durandeau est très significative de leur coquetterie. Ainsi, l'auteur l'insinue lorsque Durandeau réfléchit à la fiabilité de son projet (« il comptait déjà sur une nombreuse clientèle »), puisque le héros est assuré de la vanité des femmes. De plus, dans la suite de la nouvelle, il suggère que des femmes laides ne s'assument pas comme telles : « Quant aux laides, jamais elles ne viendront d'elles-mêmes », à la différence des femmes jolies qui viennent et sont prêtes à s'inventer une laideur fictive pour obtenir un travail. En outre, lorsque l'entreprise ouvre, elles se ruent sur les repoussoirs : « le bureau était encombré de clientes qui choisissaient chacune son repoussoir et l'emportaient avec une joie féroce ». Enfin, l'exemple de la femme "horriblement laide" démontre l'aspect satirique du texte envers la coquetterie féminine. En effet, aucun repoussoir n'étant assez laid pour rehausser sa beauté, la femme qui ne reconnait pas sa laideur « se retir[e], indignée ».
Tout au long de la nouvelle, l'auteur dénonce donc par la satire l'orgueil féminin.

### La souffrance morale que peut causer la société
Dans Les Repoussoirs d'Émile Zola, la souffrance morale causée par la société est explicite. En effet, à travers cette histoire de femmes qui cherchent à s'embellir grâce à des personnes laides, l'auteur montre les travers d'un monde basé sur la beauté, méprisant toute forme de laideur et faisant souffrir les personnes rejetées. Ainsi, ces dernières sont en souffrance et dénigrées. On le repère à travers la réification : « Elle était une chose louée. ». De plus, l'auteur cherche à créer de la pitié chez le lecteur envers les repoussoirs à travers l'utilisation du registre pathétique. On retrouve ce dernier grâce au lexique des émotions que l'on repère à la page 7: "jalousies", "souffrance", "amoureux" et "caprice"; registre qui vient susciter chez le lecteur de la compassion envers la fille laide décrite par l'auteur. De surcroît, l'empathie est recherchée à travers la question rhétorique : « Vous figurez-vous ses amertumes [...] tutoyant celles qui lui volaient sa part d'amour ? ». L'auteur fait ainsi savoir que les repoussoirs souffrent de leur physique désavantageux, car cela les empêche d'être aimées par les hommes, malheureusement plus attirés par les clientes. Cette souffrance morale est d'autant plus importante que les repoussoirs sont souvent des personnes romantiques. Par exemple, la fille laide décrite par l'auteur croit en un amour absolu car elle a lu "Walter Scott". 

## La nouvelle dans l’œuvre de l'auteur, Émile Zola
Après avoir échoué deux fois au baccalauréat, Émile Zola a abandonné ses études et a cherché un emploi pour accomplir ses rêves de gloire poétique. Il devient employé à la librairie Hachette en 1862, et est promu très vite chef de publicité. Il s'est aussi essayé au théâtre, et est devenu journaliste. Dès 1863, il collabore aux rubriques littéraires de différents journaux. La nouvelle Les Repoussoirs a été écrite en 1866 et provient d'un recueil de quatre textes intitulé Esquisses parisiennes, paru dans la presse.